# Rue de Rouen
La rue de Rouen est une voie du 19e arrondissement de Paris, en France.

## Situation et accès
La rue de Rouen est une voie publique située dans le 19e arrondissement de Paris. Elle débute au 55, quai de la Seine et se termine au 54, avenue de Flandre.

## Origine du nom

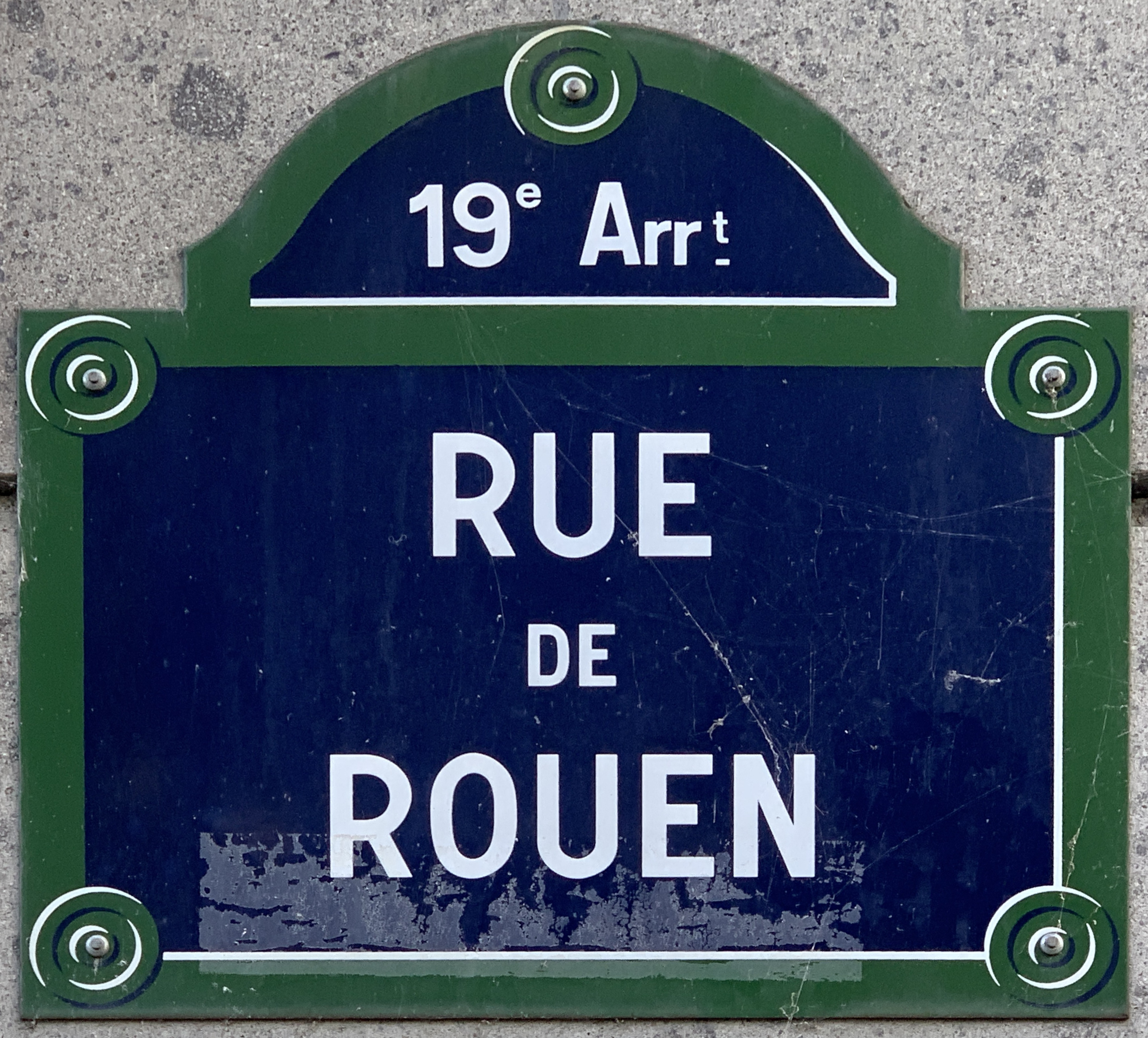
Plaque de la rue.

Cette voie porte le nom de la préfecture du département de la Seine-Maritime, Rouen.

## Historique
Cette voie de l'ancienne commune de la Villette, appelée « ruelle Taufier » en 1725, est indiquée sur le plan de Roussel de 1730 comme étant à cette époque une impasse.
Elle prend ensuite le nom de « rue du Regard » puis son nom actuel en 1876.
La rue de Rouen était le premier nom de l'actuelle rue Auber, à l'époque de son percement. Ce nom s'explique par la proximité de l'embarcadère de l'Ouest, actuelle Gare Saint-Lazare, tout comme les gares de l'Est et du Nord sont entourées par des noms de rues liées aux noms des villes desservies par les gares (rues de Dunkerque, de Maubeuge, d'Abbeville, boulevard de Strasbourg autour de la gare du Nord ; rues d'Alsace, de Nancy, avenue de Verdun autour de la gare de l'Est). Cette rue a été renommée par décret du 2 mars 1864.